# Hospices de Seurre
Les Hospices de Seurre (ou Hôtel-Dieu) sont un établissement hospitalier fondé au XVIIe siècle, dans la ville de Seurre, située dans le Val-de-Saône, dans le sud du département de la Côte-d'Or.

Si une partie du bâtiment est aujourd’hui un musée, une autre continue d’abriter un service hospitalier de gériatrie (depuis 1978), ainsi qu’une maison de retraite (depuis 1986).

Les façades et les toitures, ainsi que la grande salle des malades, la pharmacie et trois pièces décorées de lambris au rez-de-chaussée de l'aile sud sont inscrites aux monuments historiques depuis 1976, (une première inscription semble avoir été attribuée en 1960).

## Histoire

### Origines de la fondation
Après la destruction des anciens hôpitaux de Seurre en 1473, par les Suisses, et en 1650, par les troupes de Louis XIV, les malades sont contraints de s’entasser dans une  maison mal aérée, sans possibilité d’agrandissement, et dans l’environnement bruyant du marché, louée dans l’urgence pour remplacer l’hôpital.
 
Les Sœurs, appartenant à la communauté hospitalière Sainte-Marthe, craignent alors la promiscuité et la propagation des épidémies, et la direction fait un rapport détaillé aux magistrats de Seurre sur la situation sanitaire désastreuse, en concluant sur la nécessité de construire un nouvel hôpital.

### Construction et agrandissements
Après avoir consulté la population le 25 mars 1688, les magistrats accordent l’emplacement et les fonds nécessaires à la construction du nouvel hôpital, très vite engagée.

Une première salle des malades de 18 lits est érigée, ainsi qu’une aile, dite de la Communauté des sœurs, dans laquelle sont aménagées une salle de réunion, une salle du Conseil, les dortoirs, les cuisines, le réfectoire, l’infirmerie des sœurs et l’apothicairerie.
 
Entre 1730 et 1734, une chapelle, placée sous le vocable de Saint-Louis, est construite à droite de la salle des malades.
Entre 1765 et 1767, la générosité d’une bienfaitrice permet à l’hôpital de créer une nouvelle salle séparant les hommes des femmes, à droite de la chapelle.
 
En 1859, la construction de l’aile nord est aménagée pour les infirmes et les vieillards. Un don de la Veuve Baudot le 23 juillet 1862 fait donation de cette aile aux Hospices de Seurre. Dans ce legs, il est spécifié que deux lits sont réservés à deux vieillards ou indigents infirmes de la commune de Pagny-le-Château. Puis en 1877-1878 des deux pavillons du portail sont aussi aménagées sous la direction de l’architecte Louis Belin, de Dijon.

## Lieux visitables

### Extérieurs
L’hôpital, construit dans le style local, en brique avec une haute toiture de tuiles plates, forme depuis le XIXe siècle, un plan symétrique en U, avec une cour close devant l’entrée, et un jardin  à l’arrière, donnant sur la Saône.
La cour, close, permet la réception des malades (pavillons), des autorités mais sert aussi de déambulatoire aux personnes hospitalisées en quête d’air sain ou désireux de se dégourdir les jambes.
L’horloge de la façade principale et le clocheton de la chapelle sont encore visibles depuis celle-ci.
Le jardin, quant à lui, permet aux sœurs de cultiver une partie des fruits et légumes, consommés par les malades et le personnel hospitalier, ainsi que des plantes nécessaires à la fabrication de certains médicaments. 

### Cuisines et réfectoire
Le réfectoire attenant aux cuisines permet aux sœurs de se restaurer avant de distribuer et donner les repas aux malades.
 
La vaisselle faite et rangée, celles-ci se rendent aux complies avant d’aller se reposer dans leur dortoir.

Dans les cuisines, un grand garde-manger du XVIIe siècle en bois est encore visible.

### Infirmerie des sœurs
L'infirmerie des Sœurs est la pièce la plus richement boisée de l’hôpital, et permet à celles-ci d’être soignées séparément des séculiers, en cas de besoin.

Des lettres patentes de Louis XIV et Louis XV, relatives à l’établissement, sont aujourd’hui visibles dans cette pièce.

### Chambre de l'évêque
La chambre de l’évêque, richement meublée, est conçue à l’origine pour la réception de l’évêque de Besançon, duquel diocèse dépend jusqu’alors Seurre, mais sert davantage à l’hébergement de personnalités, voire de suite hospitalière pour les plus aisés.

### Apothicairerie
L’apothicairerie est l’une des pièces essentielle de l’hôpital. C’est dans cette pièce entièrement boisée, que les sœurs conservent les ingrédients nécessaires aux préparations médicamenteuses, et fabriquent les remèdes.
 
Elle renferme la plus grande collection de pots en faïence de Dijon recensée à ce jour, constituée de 100 pots, ainsi qu’un mortier en bronze argenté de 1679.

### Chapelle
La chapelle, située entre les deux salles de malades, permet à ces derniers de suivre l’office depuis leur lit.

Elle comporte des vitraux du XVIIIe siècle, relatant la vie de Saint-Louis, sous le patronage duquel celle-ci est placée.

Des objets cultuels, des vêtements liturgiques et des reliques sont toujours visibles.

### Salle des hommes

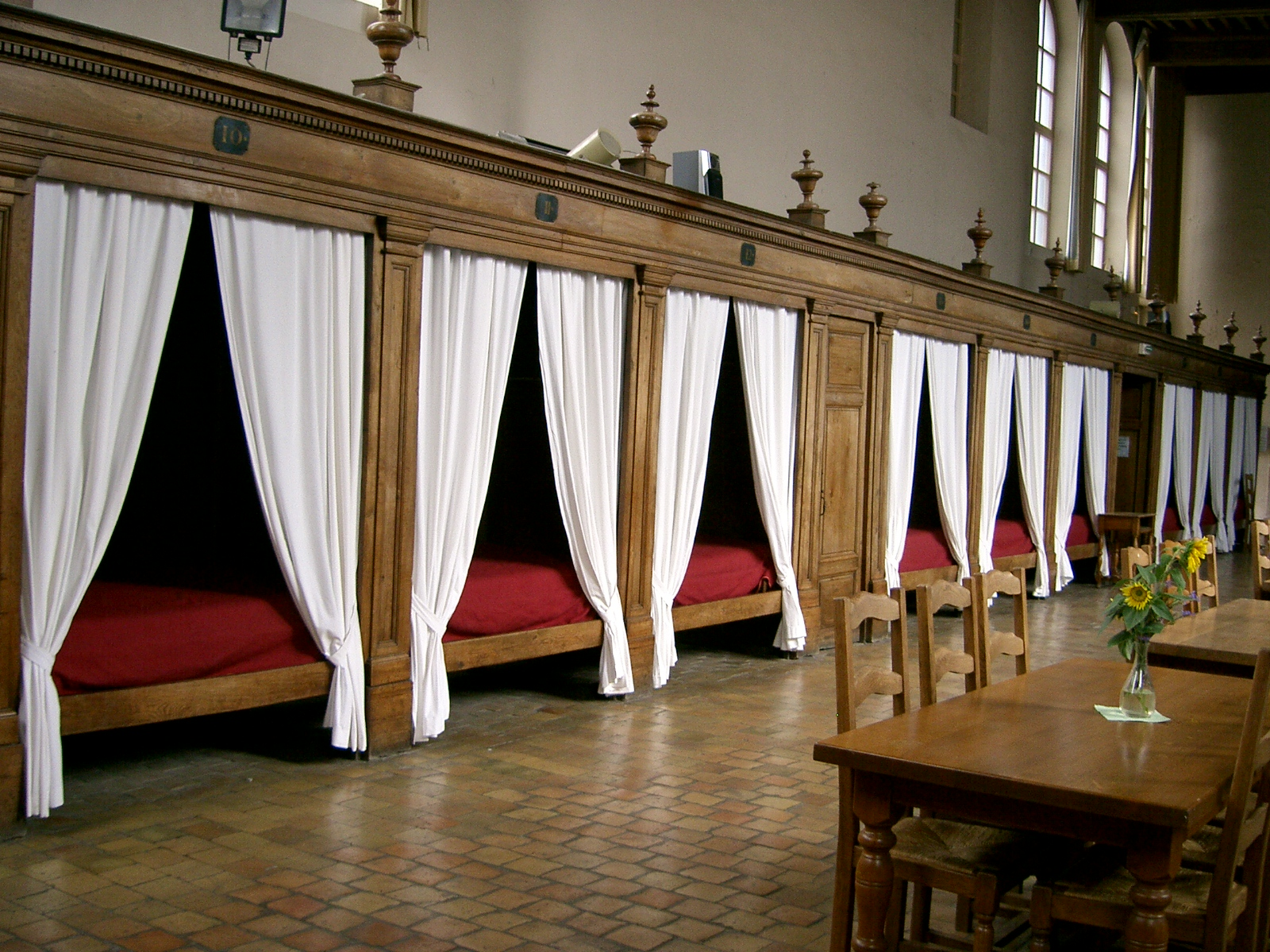
Salle des hommes

La Salle des hommes, construite afin d’éviter toute promiscuité et affaires de mœurs entre hommes et femmes, accueille les malades masculins.
 
Les 18 lits mi-clos en chêne, visibles aujourd’hui, ne sont plus ceux contemporains de la salle, mais datent de 1782. Ils sont néanmoins utilisés jusqu’en 1980.

Des tables, des chaises et de la vaisselle utilisées jusqu’à la fin du XXe siècle sont également exposées dans cette salle.